# Château d'Hermival
Le château d'Hermival est une demeure du milieu du XVIe siècle remaniée au XVIIIe qui se dresse sur le territoire de la commune française d'Hermival-les-Vaux, dans le département du Calvados, en région Normandie. L'édifice est partiellement inscrit au titre des monuments historiques.

## Localisation
Le château est situé au sud-est du bourg d'Hermival-les-Vaux, près de l'église, au bord de la Paquine, dans le département français du Calvados.

## Historique
Au XVIIIe siècle, le château est la possession de la famille Bosch et passa à la fin de ce siècle à François-Étienne Doisnel.
Au XIXe siècle, le domaine est la propriété de M. de Boctey, et en 1865 il est acquis par Alfred Fleuriot. À sa mort, en 1913, son fils Jean Fleuriot en hérite et la veuve de celui-ci le vend en 1949 à la communauté des sœurs du Bon Sauveur de Caen.

## Description
La demeure se présente sous la forme d'un corps de logis rectangulaire bâti en pierre de taille, et dont la façade orientée à l'ouest, arbore en son centre un avant-corps en forte saillie, surmonté d'un toit ou s'ouvre une lucarne avec un fronton triangulaire. Quant à la façade est, elle date du XVIIIe siècle et est venue remodeler une demeure du milieu du XVIe siècle.
Le logis est flanqué de deux pavillons d'angle bâtis en damier de pierre et de brique rose témoins des origines du château.

## Protection
Les façades sont inscrites au titre des Monuments historiques par arrêté du 19 janvier 1927.

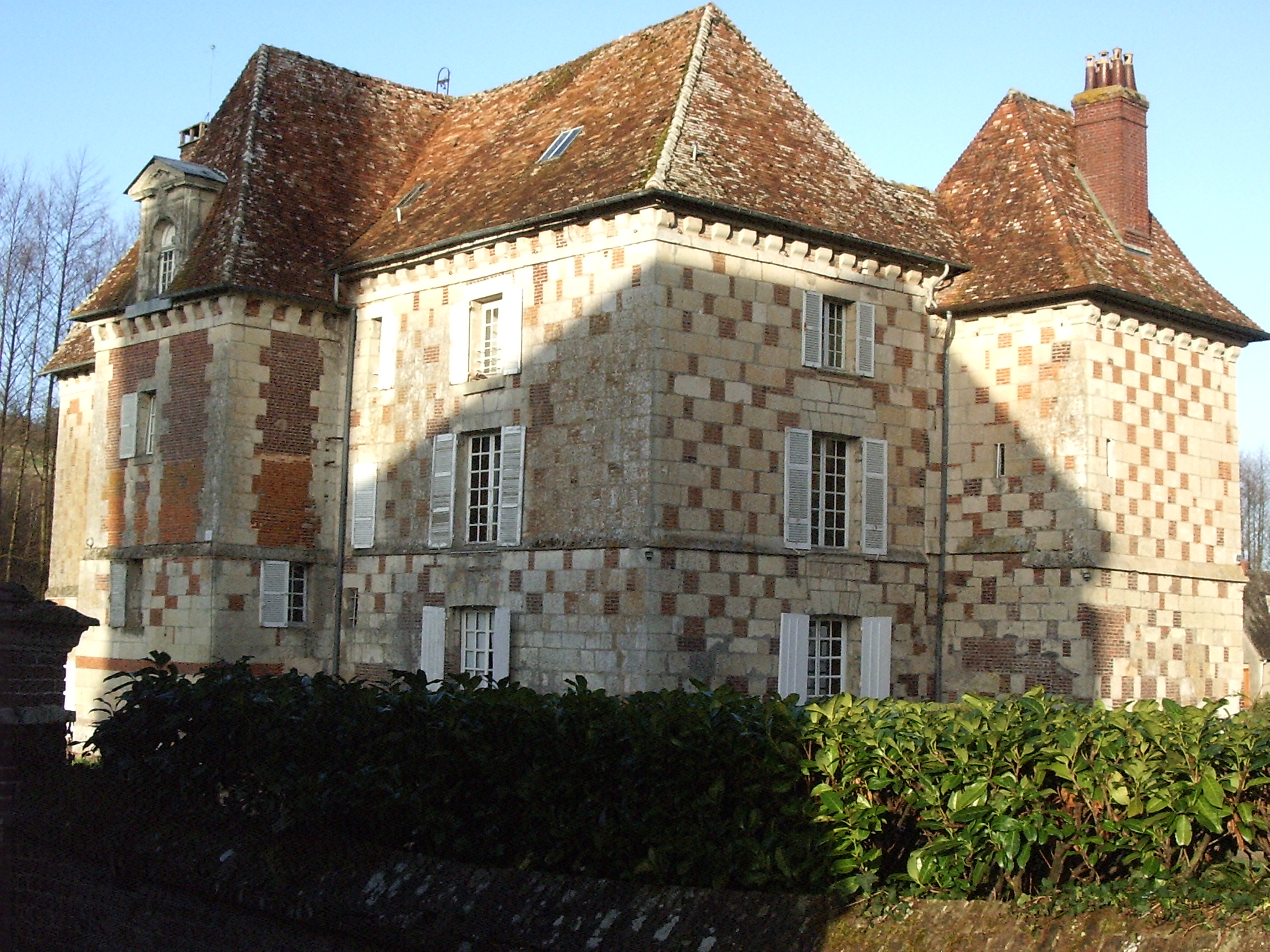
Les façades ouest et sud.
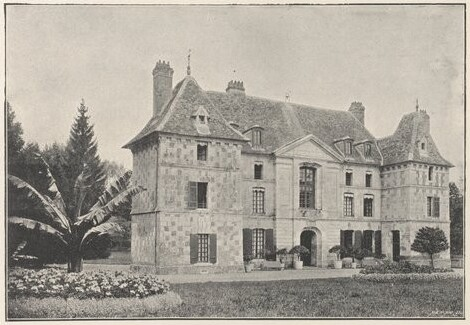
Photo de Paul Decauville-Lachènée